# 100 Gecs
100 Gecs of 100 gecs is een Amerikaans muzikaal duo bestaande uit Dylan Brady en Laura Les, opgericht in 2015 te Saint Louis, Missouri. Ze gaven hun debuutalbum, 1000 Gecs, in 2019 uit met positieve kritieken. Op dit album volgde in juli 2020 een bijbehorend remixalbum getiteld 1000 Gecs and the Tree of Clues. Hun muziek staat bekend als een chaotische mix van verschillende stijlen en wordt beschreven als een voorbeeld van hyperpop.

## Geschiedenis
Les en Brady, die slechts kilometers van elkaar verwijderd woonden in Saint Louis (Brady in Kirkwood, Les in Webster Groves), ontmoetten elkaar voor het eerst tijdens middelbare school op een rodeo. Ze kwamen echter voor het eerst op het idee om samen te werken nadat ze elkaar opnieuw hadden ontmoet op een huisfeest in 2012, waar Les vroeg vertrok naar huis. In de winter van 2015 produceerden Les en Brady voor het eerst samen muziek, ze namen op in Chicago – Brady 'dacht dat het heel gaaf zou zijn als we het ergens heel koud deden' – en brachten uiteindelijk zelf hun eerste ep 100 gecs op 12 juli 2016 uit. De oorsprong van de naam '100 Gecs' wordt betwist, aangezien Brady en Les in interviews verschillende en tegenstrijdige verklaringen hebben gegeven. Een verklaring is onder andere dat het verwijst naar 100 Geckos.

## Fans
Na het succes van de groep werd de den, afgebeeld op de albumhoezen van 1000 Gecs en de '1000 Gecs- boom' of simpelweg 'Gec-tree' genoemd, al snel gevonden. Hij bevond zich in een kantorenpark van Acuity Brands in Des Plaines nabij het O'Hare International Airport. Fans van 100 Gecs begonnen 'pelgrimstochten' naar de boom te maken en ze lieten daar o.a voorwerpen achter. De videoclip voor Money Machine werd gefilmd in hetzelfde kantorenpark net voordat de foto werd gemaakt.

### Minecraftfestival
In 2020 hielden 100 Gecs een festival "Square Garden" op Minecraft. Het was een festival volledig georganiseerd op Minecraft. De line-up was met onder andere: Charli XCX, Kero Kero Bonito, Dorian Electra etc... alle inkomsten van het festival gingen naar een goed doel, met name Feeding America. Er werd een discordgroep opgezet zodat de fans in contact konden komen met hun favoriete artiesten. Tevens beluisterde ze de muziek op deze manier. Niet iedereen kon in de server wegens de drukte.

## Bandleden en solowerk

### Dylan Brady
Brady raakte geïnteresseerd in muziek nadat hij deel uitmaakte van zijn middelbare schoolkoor. Hij studeerde drie jaar audiotechniek op de universiteit voordat hij naar het Fashion District in Los Angeles verhuisde.
Naast 100 Gecs produceert hij muziek onder zijn eigen naam. In 2019 co-produceerde hij het nummer Click van het album Charli van Charli XCX. Charli XCX legde uit dat ze dankzij haar fans over Brady had gehoord en 'nu constant naar 100 Gecs luistert'.

#### Studioalbums
- All I Ever Wanted (2015)
- This Car Needs Some Wheels (met Josh Pan) (2019)

#### Extended plays
- Saxophone Joe (2014)
- Choker (2016)
- Sinses (met BLOOM) (2017)
- Dog Show (2017)
- Peace & Love (2018)

### Laura Les
Les beschrijft zichzelf als transgender en noemt dit een contributie voor haar zangstijl. Ze zingt bijna uitsluitend in de 'nightcore style'. In Chicago werkte ze in een 'kruising tussen een koffiebar en een empanada-restaurant'. Ze studeerde voor akoestisch ingenieur voordat ze overstapte naar engineering op de universiteit. Vanaf 2020 woont ze in Chicago met haar man Gabriel.
Les geeft tegenwoordig muziek uit onder haar eigen naam. Ze gaf voorheen muziek uit onder de naam osno1.

#### Compilatiealbums
- Remixes 2017 (2017)
- Lethal Poison for the System (met 99jakes en Black Dresses) (2017)

#### Extended plays
- Hello Kitty Skates to the Fuckin Cemetary (2016)
- I Just Don't Wanna Name It Anything with "Beach" in the Title (2017)
- Big Summer Jams 2018 (2018)

## Discografie

### Albums

#### Studioalbums
| Titel     | Details                                                                                   |
| --------- | ----------------------------------------------------------------------------------------- |
| 1000 Gecs | - Uitgebracht: 31 mei 2019 - Label: Dog Show - Formaten: LP, digitale download, streaming |

#### Remixalbums
| Titel                           | Details |
| ------------------------------- | --- |
| 1000 Gecs and the Tree of Clues | - Uitgebracht: 10 juli 2020 - Label: Dog Show, Big Beat, Atlantic - Formaten: LP, digitale download, streaming |

### Extended plays
| Titel    | Details                                                                                                  |
| -------- | --- |
| 100 Gecs | - Uitgebracht: 12 juli 2016 - Label: in eigen beheer uitgebracht - Formaat: digitale download, streaming |

### Singles
| Titel                                                                                 | Album                           | Jaar |
| ------------------------------------------------------------------------------------- | ------------------------------- | ---- |
| Money Machine                                                                         | 1000 Gecs                       | 2019 |
| 745 Sticky                                                                            | 1000 Gecs and the Tree of Clues | 2019 |
| Ringtone (Remix) (met Charli XCX, Rico Nasty en Kero Kero Bonito)                     | 1000 Gecs and the Tree of Clues | 2020 |
| Gec 2 Ü (Remix) (met Dorian Electra )                                                 | 1000 Gecs and the Tree of Clues | 2020 |
| Stupid Horse (Remix) (met Count Baldor and GFOTY)                                     | 1000 Gecs and the Tree of Clues | 2020 |
| Hand Crushed by a Mallet (Remix) (met Fall Out Boy, Craig Owens, Nicole Dollanganger) | 1000 Gecs and the Tree of Clues | 2020 |
| Lonely Machines (with 3OH!3)                                                          | Niet bekend                     | 2020 |
| Sympathy 4 the Grinch                                                                 | Niet bekend                     | 2020 |

### Remixen
| Titel                                  | Originele artiest    | Jaar |
| -------------------------------------- | -------------------- | ---- |
| Never Met! - (100 gecs r3mix)          | Cmten met Glitch Gum | 2020 |
| One Step Closer (100 gecs Reanimation) | Linkin Park          | 2021 |

### Andere samenwerkingen
| Titel         | Jaar | Andere artiest(en) | Album           |
| ------------- | ---- | ------------------ | --------------- |
| Power Fantasy | 2020 | Health             | Disco4:: Part I |

### Productie- en songwriting-auteursvermelding
| Jaar | Artiest    | Lied         | Album              | Geschreven met                | Geproduceerd met |
| ---- | ---------- | ------------ | ------------------ | ----------------------------- | ---------------- |
| 2020 | Rico Nasty | Let It Out   | Nightmare Vacation | Rico Nasty, Malik Foxx Parker | 100 Gecs         |
| 2020 | Rico Nasty | Pussy Poppin | Nightmare Vacation | Rico Nasty, Malik Foxx Parker | 100 Gecs         |

### Ep's
| Titel      | Jaar |
| ---------- | ---- |
| Snake Eyes | 2022 |